# 休斯勒 (印第安納州)
休斯勒（英語：Heusler）是位於美國印地安納州波西縣的一個非建制地區。該地的面積和人口皆未知。

## 地理
休斯勒海拔高度為469英呎。而該地所採用的時區為UTC-5，即北美東部時區（EST）。同時該地設有夏令時間，為UTC-5調快一小時，即UTC-4（EDT）。